# Actina soldatowi
Actina soldatowi är en tvåvingeart som beskrevs av Pleske 1928. Actina soldatowi ingår i släktet Actina och familjen vapenflugor. Inga underarter finns listade i Catalogue of Life.